# The Radio One Sessions
The Radio One Sessions è un album discografico dal vivo dell'ex cantante e chitarrista dei Pink Floyd, Syd Barrett, pubblicato nel marzo 2004 dalla Strange Fruit Records.

## Il disco
Il disco contiene la Peel Session completa che Barrett tenne il 24 febbraio 1970, con l'aggiunta di altre tre tracce inedite incise nel corso della trasmissione radiofonica di Bob Harris il 16 febbraio 1971. (delle quali sono sopravvissute solo “Baby Lemonade”, “Dominoes” e “Love Song”). Di queste ultime, la BBC non era più in possesso dei nastri originali, e per l'inclusione nell'album furono utilizzate come fonti delle versioni bootleg registrate durante la trasmissione mentre andava in onda, ovviamente di qualità audio inferiore rispetto ai master.

## Tracce
- Tutti i brani sono opera di Syd Barrett (con la possibile eccezione di Two of a Kind).[3][4] In realtà sarebbe stato Richard Wright ad aver composto il brano ma Barrett insistette che la canzone era sua[5] (e avrebbe voluto inserirla in The Madcap Laughs, il suo primo album solista).

1. Terrapin – 3:09
2. Gigolo Aunt – 3:42
3. Baby Lemonade – 2:34
4. Effervescing Elephant – 1:02
5. Two of a Kind – 2:35
6. Baby Lemonade – 2:23
7. Dominoes – 3:02
8. Love Song – 1:27

## Formazione
- Syd Barrett: chitarra acustica, voce.
- David Gilmour: basso, organo, chitarra elettrica, cori di sottofondo.
- Jerry Shirley: percussioni
- Pete Dauncey: Produzione
- John Muir: Produzione
- Barry Plummer: Copertina